# Villa Ahlers
Die Villa Ahlers, Parkallee 117 Ecke Benquestraße in Bremen-Schwachhausen, Ortsteil Bürgerpark, beim Bürgerpark entstand 1904 nach Plänen von Eduard Gildemeister und Wilhelm Sunkel. Das Gebäude wurde 1978 als Bremer Kulturdenkmal unter Denkmalschutz gestellt.

## Geschichte
Die Parkallee – eine Villenstraße – wurde 1890 ausgebaut. In der Straße stehen viele denkmalgeschützte Gebäude (Nr. 30, 32, 39, 48, 79/81, 107, 133).
Die zweigeschossige Villa mit einem Souterraingeschoss, dem kleinen dreigeschossigen, rundem Türmchen und dem Mansarddach, teils als Krüppelwalm, entstand im Jugendstil für den Bauherrn Ahlers (vermutlich Reeder)., sie nimmt viele verspielte Bauelemente aus der Jahrhundertwende, wie u. a. das Fachwerk am Giebel, auf.
Von dem Architekten Gildemeister und Sunkel stammen in Schwachhausen u. a. die Kirche St. Remberti, Villa Lüdemann und Villa Frese.
1979 entstand daneben das moderne, ergänzende, dreigeschossige Wohnhaus Benquestraße 2 nach Plänen von Kurt Schmidt, um das denkmalgeschützte Gebäude erhalten zu können.
Heute (2014) sind in der Villa die Tanzschule Schipfer-Hausa, Rechtsanwaltbüros und weitere Dienstleister zu finden.